# Гомес, Мариано

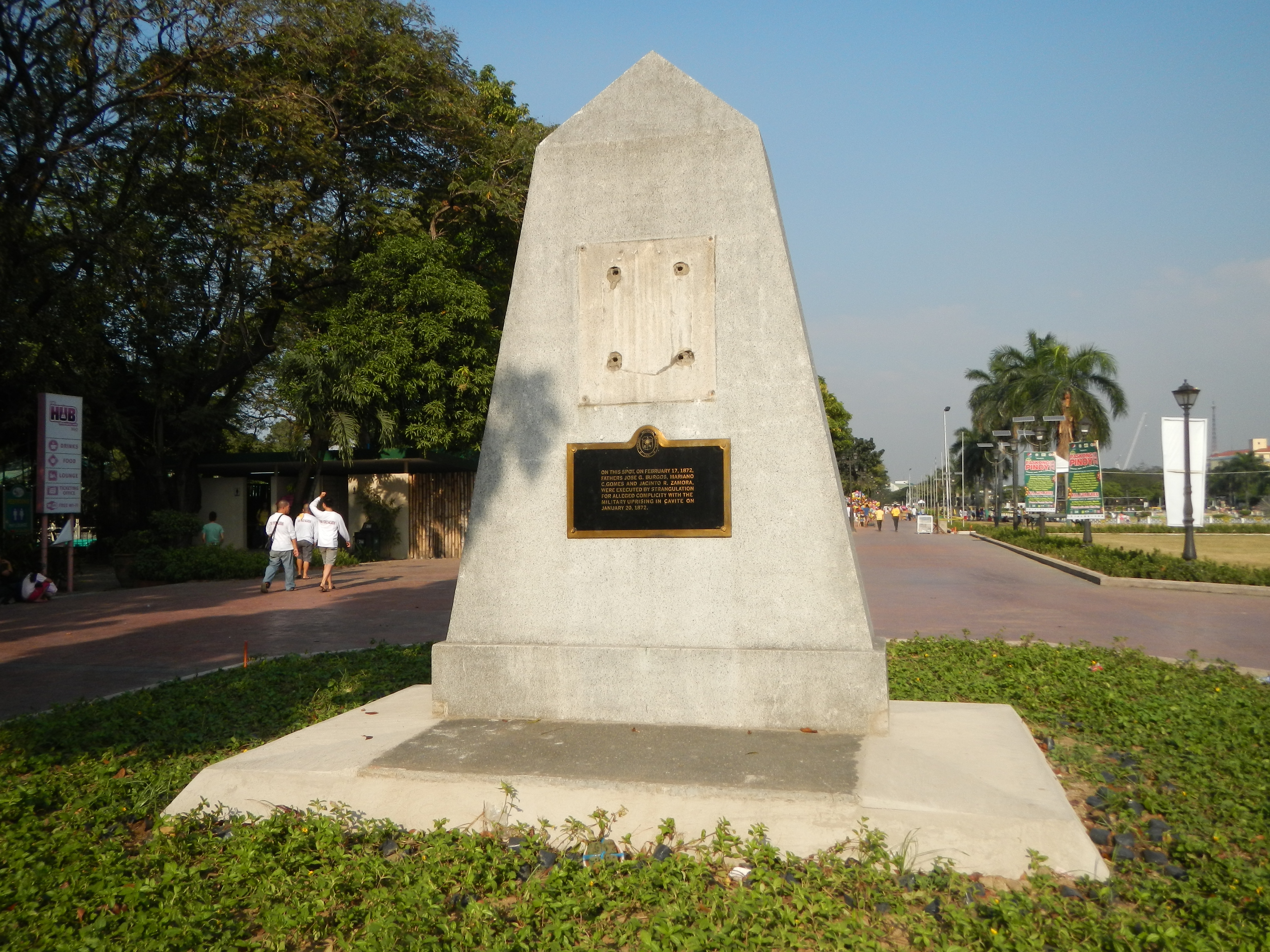
Памятник трём священникам в парке Луната, Манила

Мариано Гомес, полное имя Мариано Гомес-и-Гуард (исп. José Apolonio Burgos y García, 2 августа 1799 года, Манила, Филиппины — 17 февраля 1872 года, Манила, Филиппины) — филиппинский католический священник, казнённый в Маниле по обвинению в подрывной деятельности против колониальных властей Филиппин. Входит в группу из трёх священников, которая на Филиппинах называется «Гомбурса». Национальный герой Филиппин.

## Биография
Родился 2 августа 1799 года в городе Манила в семье Франсиско Гомеса и его жены Мартины Гуард в манильском районе Санта-Крус. Был дядей филиппинского националиста Доминадора Гомеса. Изучал теологию в Коллегии Сан-Хуан-де-Летран и университете Санто-Томас. 
Во время колониальной эпохи местное население на Филиппинах подразделялось на четыре социальные группы по расовому признаку:
- peninsulares (испанцы из метрополии),
- insulares (испанцы, рождённые в колониях),
- indios (метисы, проживавшие в городах),
- sangley (метисы и аборигены, проживавшие в сельской местности).

Мариано Гомес принадлежал к третьей социальной группе indios (его мать была метиской).
Служил священником в течение 25 лет в католическом приходе города Бакоор в провинции Кавите. Будучи священником, преподавал новые методы ведения сельского хозяйства и строительства. Занимался подготовкой кандидатов для учёбы в Манильской семинарии. Публиковал статьи в газете La Verdad", в которых выступал за проведение социальных реформ в филиппинском обществе и критиковал злоупотребления испанских колониальных властей и в среде церковной иерархии. Тесно сотрудничал в реформаторской деятельности со священниками Хосе Бургосом и Хасинто Саморой. Вместе с ними получил общее название «Гумборса», ставшее известным по всей стране.
После назначения губернатором Рафаэля де Искердо-и-Гутьерреса начался реакционный период, во время которого была введена цензура и запрещена политическая деятельность местных реформаторов. После военного мятежа 20 января 1872 года на форте Сан-Филипе генерал-губернатор Рафаэль де Искердо-и-Гутьеррес возложил на «Гумборсу» непосредственную вину за мятеж. 6 февраля суд приговорил троих священников к публичной казни. Они были казнены с помощью гарроты 17 февраля на площади Лунета (сегодня — Национальный парк имени Хосе Рисаля) в Маниле.
Смертный приговор вызвало протест в филиппинском обществе. После казни на Филиппинах возникло студенческое движение «Illustrados», из которого впоследствии образовались организации «Филиппинская лига» и «Катипунан», выступавшие за вооружённое восстание против Испании. Одним из участников «Illustrados» был национальный герой Филиппин Хосе Рисаль, который посвятил свой роман «El filibusterismo» казнённым священникам.

## Память
- 30 декабря 1913 года в парке Хосе Рисаля был установлен памятник, посвящённый трём казнённым священникам.
- На территории университета Дилиман в городе Кесон около Церкви Святой Жертвы установлен памятник «Гомбурса».